# Fallout
Fallout là tựa game nhập vai trên hệ máy tính phát triển bởi Black Isle Studios, sản xuất bởi Tim Cain và phát hành bởi Interplay Entertainment năm 1997. Trò chơi lấy bối cảnh thời kỳ hậu tận thế giữa thế kỷ 22 trong một lịch sử hư cấu nơi mà công nghệ, chính trị và dân cư bị biến đổi sau cuộc chiến tranh hạt nhân.
Trò chơi này đôi khi bị coi là phần tiếp theo không chính thức của Wasteland nhưng không thể sử dụng tên đó do Electronic Arts đang giữ bản quyền, cũng như Fallout lấy bối cảnh một thế giới khác. Fallout cũng có ý định sử dụng hệ thống GURPS của Steve Jackson Games nhưng đã không đạt được thỏa thuận do có quá nhiều cảnh máu me và bạo lực trong trò chơi, việc này đã buộc Black Isle phải tự phát triển một hệ thống mới tên SPECIAL.
Nhận nhiều đánh giá tốt, trò chơi cũng có rất nhiều các phiên bản tiếp theo cũng như các trò chơi spin-off khác lấy cảm hứng từ Fallout.

## Bối cảnh
Vào ngày 23 tháng 10 năm 2077, một cuộc chiến tranh hạt nhân toàn cầu giữa Hoa Kỳ và Trung Quốc sau một cuộc xung đột toàn cầu do thiếu hụt tài nguyên đã tàn phá thế giới và phá hủy nền văn minh hiện đại. Các sự kiện của Fallout diễn ra gần một thế kỷ sau vào năm 2161, và theo chân Người Trú Trong Hầm (Vault Dweller), một con người sinh ra và lớn lên trong Hầm 13, một trong số các hầm trú ẩn chống phóng xạ ngầm công nghệ cao được xây dựng để bảo vệ những người sống sót. Những người trên bề mặt sống nhờ vào sự cứu hộ của thế giới cũ.
Hầm 13 nằm bên dưới những ngọn núi ở Nam California. Người Trú Trong Hầm có thể khám phá những khu định cư lớn bao gồm Junktown, nơi đang sa lầy trong cuộc xung đột giữa cảnh sát trưởng địa phương Killian Darkwater (Richard Dean Anderson) và tên tội phạm Gizmo (Jim Cummings); Hub, một thành phố thương mại nhộn nhịp với nhiều cơ hội việc làm; và Necropolis, một thành phố do những tên Ma Quái (Ghouls) thành lập, những con người bị đột biến do bức xạ, được tiết lộ là những cư dân trước đây của Hầm 12. Hành trình của Người Trú Trong Hầm cũng đưa họ tiếp xúc với nhiều phe phái khác nhau, bao gồm Nghiệp đoàn Thép (Brotherhood of Steel), một tổ chức quân sự bán tôn giáo dành riêng cho việc tìm kiếm và khôi phục công nghệ trước chiến tranh, Những Đứa con của Nhà thờ (Children of the Cathedral), một giáo phái tôn giáo lạc quan; và Hội Siêu Dị Nhân (Super Mutants), một đội quân gồm những người máy gần như bất tử và miễn nhiễm với bức xạ.

## Phát triển
Có nhiều diễn viên lồng tiếng nổi tiếng được mời tham gia phát triển trò chơi này. Ron Perlman đã đảm nhiệm việc dẫn cốt truyện. Câu nói đặc trưng của trò chơi là "Chiến tranh. Chiến tranh không bao giờ thay đổi" và câu nói này được sử dụng lại trong các phiên bản kế tiếp như Fallout 2, Fallout Tactics, Fallout 3 và Fallout: New Vegas.
Black Isle có ý định sử dụng bài hát I Don't Want to Set the World on Fire trình bày bởi The Ink Spots làm bài hát chủ đề nhưng không thể xin giấy phép sử dụng do vấn đề bản quyền. Bethesda sau đó đã lấy giấy phép của bài hát này để sử dụng cho Fallout 3. Bài hát Maybe được trình bày bởi cùng một ca sĩ đã được sử dụng làm bài hát chủ đề thay thế.
Trò chơi cho phép người chơi lựa chọn các quyết định của riêng mình nhưng đôi khi sẽ có kết cục không tốt dù cho lựa chọn theo hướng nào. Như việc nếu giúp cảnh sát trưởng ở Junktown tiêu diệt đầu sỏ tội phạm thì anh cảnh sát trưởng này sẽ trở nên cuồng tín, thực thi luật pháp một cách mù quáng và làm cho Junktown chậm phát triển, còn nếu giúp đầu sỏ tội phạm thì hắn sẽ giúp cho Junktown phát triển thịnh vượng hơn nhưng cũng "mục nát" hơn. Nhà phát hành trò chơi không thích kết thúc theo kiểu "sự thật là thế" không hợp với tinh thần đạo đức nên đã đề nghị nhà phát triển làm lại một số kết thúc cho các lựa chọn để nếu chọn đứng về phía luật pháp thì sẽ có một kết cục tốt đẹp hơn.

## Đón nhận
Tại PC Gamer Fallout đã đứng ở hạng 4, 10, 13, 21 và 7 ứng với các năm 2001, 2005, 2007, 2008 và 2010 trong danh sách trò chơi hay nhất mọi thời đại. Tại IGN trò chơi đứng hạng 5 trong danh sách 25 trò chơi hay nhất năm 2007 và hạng 15 năm 2009. Trò chơi đã đứng hạng 55 trong danh sách 100 trò chơi hay nhất mọi thời đại tại IGN năm 2005 và hạng 33 năm 2007.